# (39678) Ammannito
(39678) Ammannito (1996 LQ1) – planetoida z pasa głównego asteroid okrążająca Słońce w ciągu 3,5 lat w średniej odległości 2,3 j.a. Odkryta 12 czerwca 1996 roku.